# Kattmyrrumptjärnen
Kattmyrrumptjärnen är en sjö i Skellefteå kommun i Västerbotten och ingår i Kålabodaåns huvudavrinningsområde.